# آنابل آلونسو
آنابل آلونسو (اسپانیایی: Anabel Alonso‎؛ زادهٔ ۱۱ نوامبر ۱۹۶۴) بازیگر، مجری تلویزیون، صداپیشه و کمدین اهل اسپانیا است.
از فیلم‌ها یا برنامه‌های تلویزیونی که وی در آنها نقش داشته‌است می‌توان به دل دیوانه، زشت‌ترین زن جهان، کیکا و ۷ زندگی اشاره کرد.